# Cerkiew Wniebowstąpienia Pańskiego w Niżnym Nowogrodzie
Cerkiew Wniebowstąpienia Pańskiego – cerkiew prawosławna w Niżnym Nowogrodzie w kompleksie budynków pałacu biskupiego.
Cerkiew Wniebowstąpienia Pańskiego istniała na miejscu obecnej świątyni przed 1621. Jednak już na początku XVIII w. budynek pierwszej cerkwi był na tyle zaniedbany, że zdecydowano się na jego rozbiórkę i wzniesienia nowej świątyni, której patronką została ikona Matki Bożej „Krzew Gorejący”. Inicjatorem budowy cerkwi był mnich Tichon, żyjący w monasterze św. Makarego Żełtowodzkiego. Po zaledwie kilku latach istnienia cerkiew została zniszczona przez pożar. Jej odbudowę sfinansował przed 1740 Grigorij Biezpałow. Obiekt był świątynią parafialną.
W 1866 parafianie zebrali środki na generalny remont cerkwi, która 10 lat później została całkowicie przebudowana. Wzniesiono dzwonnicę ze złoconą kopułą zlokalizowaną ponad wejściem oraz pięć malowanych na zielono kopuł, którymi nakryta została nawa świątyni. W tym czasie była to jedna z najbogatszych cerkwi Niżnego Nowogrodu. Spośród znajdujących się w niej wizerunków świętych szczególną czcią cieszyła się ikona świętych męczenników Flora i Laura. 
Cerkiew Wniebowstąpienia Pańskiego została najprawdopodobniej zamknięta przez władze radzieckie w 1925 – z tego roku pochodzi ostatnia wzmianka o działalności rady parafialnej. Obiekt został zamieniony na magazyn, następnie na czytelnię czasopism oraz mieszkania. Budynek wrócił do użytku liturgicznego we wrześniu 2003, kiedy biskup Jerzy (Daniłow) dokonał ponownego poświęcenia pomieszczeń w podziemiu cerkwi. Rok później świątynia wróciła do eparchii niżnowogrodzkiej i arzamaskiej, zaś w podziemiu wyświęcono kaplicę św. Elżbiety.
Obiekt należy do zespołu budynków pałacu biskupiego w Niżnym Nowogrodzie, obok cerkwi św. Sergiusza z Radoneża i Zaśnięcia Matki Bożej.